# Kimmy Granger
Kimmy Granger (született Nicole Palin Dalfio, San Diego, 1995. május 18.) amerikai pornószínésznő.

## Pályafutása
A kaliforniai San Diego-ban született 1995-ben, és itt is nőtt fel. 18 évesen pincérnőként kezdett dolgozni a San Diego-i Little Darlings sztriptízbárban, 19 évesen pedig sztriptíztáncos lett ugyanitt, majd 2015-ben, 20 évesen csatlakozott a pornóiparhoz, és hamar az egyik legkeresettebb pornószínésznő lett.
Művésznevét a Harry Potter sorozat egyik főszereplője, Hermione Granger ihlette. A 2016-os AVN-díjátadón négy jelölést kapott, de egyetlen díjat sem nyert el. 2020-ban műtéten esett át mellnagyobbítás céljából.
2022-vel bezárólag 436 felnőttfilmje van.

## Fordítás
Ez a szócikk részben vagy egészben  a   Kimmy Granger című olasz Wikipédia-szócikk fordításán alapul.  Az eredeti cikk szerkesztőit annak laptörténete sorolja fel. Ez a jelzés csupán a megfogalmazás eredetét és a szerzői jogokat jelzi, nem szolgál a cikkben szereplő információk forrásmegjelöléseként.